# コピーフェイスとカウンターガール
『コピーフェイスとカウンターガール』は、仮名堂アレによる日本のライトノベル。イラストは博が担当。ガガガ文庫（小学館）より2008年8月から2009年9月まで刊行された。第2回小学館ライトノベル大賞ガガガ文庫部門佳作受賞作。

## あらすじ
コピーフェイスとカウンターガール (1)
天体観測部の高校生・平良 良平は、部の先輩・早川 早苗に振り回されながらも退屈しない毎日を送っていた。そんな早苗の卒業後、3年生に進級し天体観測部の部長となった良平のもとに現れた新入部員は、早苗そっくりの妹、早川 早希だった。早希とも親交を深め、精力的に天体観測部としての活動を行っていた6月のある日、親戚の平良 平子に連れられ親族会議に参加した良平は、そこで驚くべき「平良家の呪い」を聞かされる。一族の呪いを解く鍵は良平にあるいうが……。
コピーフェイスとカウンターガール (2) (副題：COPY FESTA & ONLY PACE)
東京の大学に在学中の早苗から大学祭への招待状を受け取った良平は、早希とともに東京へ向かうことに。東京の街中で、良平は「平良家の呪い」に不満を抱く平良 公平と出会う。公平は早苗が在籍する大学の学生で、所属するサークル内でのトラブルが原因で、大学の授業やサークルに顔を出していなかった。良平はひょんなことから、大学祭の一大イベント「イケメンコンテスト」に出場することになる。
コピーフェイスとカウンターガール (3) (副題：COPY PHASE & LOVELY CASE)
大学受験に合格し、卒業式も終え高校生活最後の春休みを迎えた良平は、部の後輩である早希とともに、腐れ縁のクラスメイト明石 明に卒業旅行へ誘われる。明石の目的は、天体観測部の活動という名目で彼女の樹 樹里とともに旅行へ行くことだった。結局、良平、早希、明、樹里の4人で2泊3日の旅行に行くことになったが、その道中で何故か早苗も合流。5人が辿り着いた四畳半島は、本州では見られない流星群が見える、低緯度に位置する島だった。早苗の提案により、滞在する3日間のうち、観測のピークである2日目の夜に流星群の観測を行うことになった。

## 登場人物
平良 良平（たいら りょうへい）
高校3年生。母親は、良平が2歳のときに他界しており、父子家庭で育った。父親が親戚付き合いを殆どしていないため、親戚には会ったことが無い。天体観測部に所属しており、現部長。第1巻において、クラスメートである明石 明が「クラスは3年C組」と自己紹介する場面があるが、第3巻では良平が明に「3年D組」に連れて行かれた際に、そこが「僕らの教室」だとモノローグしている。「パルプ・オン・キッチン」という音楽アーティストが好き。
早川 早苗（はやかわ さなえ）
東京の大学に在籍する1年生。高校時代は良平の1つ上の学年で、天体観測部員だった。自由奔放な性格で、周りをかき乱して楽しんでいる。受験勉強を全くしていなかったが、センター試験の直前に暇つぶしで行った天体観測で未発見の彗星を発見し、表彰される。そしてそのことにより一芸入試で東京の大学に合格した。コーラが好き。また「月刊・大事故 (クラッシュ)」や「月刊・雑誌の雑誌」といった奇妙な雑誌を愛読している。喋る際は、「○○ー」と語尾を伸ばすことが多く、また韻を踏んだり同音異義語を繰り返したりと、言葉遊びを多用する。
早川 早希（はやかわ さき）
早苗の妹で、高校1年生。天体観測部の新入部員で、クラスは1年D組。外見は早苗とそっくりであるが、それを指摘されることを嫌う。ジンジャーエールが好きであるが、コーラは苦手。早苗曰く、中学校時代のあだ名は「復讐のエキスパート、カウンターガール早川早希」。良平と同じく、「パルプ・オン・キッチン」というアーティストのファンである。また、「のけものけもの」シリーズというキャラクターグッズを集めており、「雨ざらしアザラシ」 (第1巻)、「かわいそうカワウソ」 (第2巻)、「だんまりマンタ」 (第3巻)のグッズを彼女が持っていたり欲しがったりする場面がある。
明石 明（あかし あきら）
良平の友人。良平とは高校1年生のときからずっと同じクラスの腐れ縁。天体観測部の幽霊部員であるが、女子を引っ掛けるために様々な部に所属している。
足利 利紀（あしかが としのり）
良平の1つ上の学年の天体観測部員で、元部長。責任感が強く真面目な性格で、4人しか部員がいない部を運営してきた。卒業後は地元の国立大学に進学した。母方の祖父の家が、望遠鏡専門店を営んでいた。
平良 平子（たいら ひらこ）
良平の親戚の女性。髪が短くボーイッシュな格好をしており、女性にしては背が高く、スタイルも良い。初対面の良平が既視感を覚えるほど、顔つきが良平に似ている。高校生の頃に、初恋の人がいたが……。
平良 公平（たいら こうへい）
良平の親戚の男性。早苗と同じ大学の1年生。最近は大学に行っておらず、引きこもっている。友達もいない。平良家の呪いに対して、恨み節を愚痴るほどに不満を抱いている。大学の同じサークルに所属する円と親しく、一度はつき合う直前の関係だった。
円谷 円（つぶらや まどか）
早苗と同じ学部のクラスメイト。大学のオリエンテーションで早苗と隣同士の席になり、仲良くなった。大学祭では、早苗の企画した模擬店 (お好み焼き屋)を手伝う。
宗像 宗助（むなかた そうすけ）
早苗と同じ大学の2年生。通り名は「キス・カウンター」。自分がしてきたキスの数を自慢する。大学祭の一大イベント「イケメンコンテスト」の去年の優勝者。公平、円とは同じサークルに所属している。
久保
早苗の大学の学生部執行委員長。頭だけ虎の被り物を被り、「トラ」さんとしてバクチサークル「タイガー・オッズ」を切り盛りしており、早苗も時々賭博を嗜んでいる。大学祭でも賭博場を開いている。
樹 樹里（いつき じゅり）
明の彼女。明が高校を卒業する直前につき合い始めた。早希とは同学年でクラスメイト。陸上部に所属している。父親が厳しく、明と2人での旅行が困難なため、天体観測部の旅行という名目で、良平、早希と一緒に4人での旅行を行う。

## 既刊一覧
- 仮名堂アレ（著） / 博（イラスト） 『コピーフェイスとカウンターガール』 小学館〈ガガガ文庫〉、全3巻
  1. 2008年8月19日発売[2]、ISBN 978-4-09-451086-7
  2. 2009年3月18日発売[3]、ISBN 978-4-09-451125-3
  3. 2009年9月18日発売[4]、ISBN 978-4-09-451158-1